# هدف اصلی (مجموعه تلویزیونی)
فیلمی به کارگردانی قدرت الله صلح میرزایی و تهیه‌کنندگی محمد نشاط می‌باشد .